# Windows 1.0
Windows 1.0 е 16-битова операционна система с графичен потребителски интерфейс, издадена на 20 ноември 1985 г. Това е първата операционна система от семейството на Microsoft Windows и първият опит на компанията Microsoft да разработи многозадачна операционна среда с графичен интерфейс, предназначена за персонални компютри. През 1987 г. системата е заменена от Windows 2.0, а в края на 2001 г. Microsoft окончателно прекратяват нейната поддръжка.